# Filofax
Filofax är sedan 1921 varumärke för ringbundna planeringskalendrar, "File of Facts". Varumärket inregistrerades 1930 av ett brittiskt företag.
Placeringen av de 6 hålen i bladen stämmer inte med något av de vanligare systemen såsom:
- Svenska Trio-systemet, typ 21—70—21
- Europatyp 80—80
- Viscard
- 3-håls USA-typ

Speciella filofaxhålslag finns hos välsorterade bokhandlare. Kompletteringssatser årsvis för kalenderberoende blad finns i handeln. En annan sats är översiktskartor över jordens länder plus en lokal del, anpassad till det land, där marknadsföringen sker. I satsen ingår en karta över världens tidszoner. Planeringskalendrarna marknadsförs på alla kontinenter.